# Révolte dans la principauté d'Achaïe en 1263
La révolte dans la principauté d'Achaïe en 1263 est un événement à caractère essentiellement local au sein des territoires de la principauté d'Achaïe dans le Péloponnèse, caractérisé par la révolte de la classe dirigeante de la région de Skortá, de l'actuelle Arcadie, ainsi que du Magne. 
À l'origine de cette révolte, est évoquée la tactique de conquête des Francs, qui a pour conséquence directe la réaction des seigneurs locaux, jusqu'alors sous domination byzantine, dans un effort de préservation de leurs biens et de leurs droits. La révolte est de courte durée et, après leur défaite aux côtés de leurs alliés byzantins lors de la bataille de Makryplági en 1264, les seigneurs rebelles se repentent et jurent de nouveau fidélité aux Francs.
Cependant, peu de temps plus tard, ils se révoltent de nouveau et entreprennent le siège du château d'Aráklovon, ainsi que du château de Karýtena, mais sans succès et sans durée, car les rebelles se retrouvent à devoir affronter des troupes mercenaires ottomanes qui mettent le feu à leurs villages, forçant la population locale à se réfugier dans les montagnes.